# 張克家
張克家（1531年—1587年），字有光，號象川，直隸寧國府宣城縣人，軍籍，明朝政治人物。

## 生平
嘉靖三十七年（1558年）戊午科應天府鄉試第七名舉人。嘉靖四十四年（1565年）中式乙丑科會試第一百三名，三甲第一百八十三名進士。户部观政，隆慶二年（1568年）四月授户部主事，五年三月改任云南道御史。隆慶六年（1572年）二月，皇太子出閣講學，克家疏請复坐講禮，觸忌，謫濬縣丞。同年七月升嘉兴府推官，万历元年（1573年）正月復升户部主事，三年四月升员外，七年三月復除刑部，十一月升广东佥事，候裁。十年九月改山东海道佥事，万历十二年（1584年）十一月，升山东佥事张克家为贵州右参议。十五年（1587年）二月升雲南副使，十月卒。

## 家族
曾祖張侗；祖父張柯；父張烈，郡庠生，贈户部主事。前母邵氏；母楊氏，封太安人。弟克慎（庠生）、克效。